# Колпаков Влас Іванович
Влас Іванович Колпаков (червень 1909, улус Камишта Мінусинського повіту Єнісейської губернії, тепер Аскизького району, Хакасія, Російська Федерація — 15 березня 1982, місто Москва, Російська Федерація) — радянський партійний діяч, 1-й секретар Хакаського обласного комітету КПРС, голова Хакаського облвиконкому. Депутат Верховної Ради СРСР 3—5-го скликань. Герой Соціалістичної Праці (10.04.1948).

## Життєпис
Народився в родині селянина-середняка. 
Після закінчення школи працював продавцем магазину робітничої кооперації в селі Камишта. У січні 1928 року був обраний секретарем Камиштинської сільської ради, а згодом — головою районного кредитного товариства. Після закінчення короткострокових курсів з 1928 по 1930 рік працював завідувачем Усть-Абаканського районного фінансового відділу Хакаського національного округу.
Член ВКП(б) з 1930 року.
У 1930—1937 роках — голова виконавчого комітету Усть-Абаканської районної ради; помічник прокурора, прокурор району, народний суддя району Хакаської автономної області.
У 1937—1940 роках — заступник редактора, редактор районної газети «Знамя Советов» Ширінського району Хакаської автономної області.
У 1940—1941 роках — секретар Хакаського обласного комітету ВКП(б) із кадрів.
У 1941—1943 роках — слухач Вищої партійної школи при ЦК ВКП(б).
У 1943—1946 роках — секретар Хакаського обласного комітету ВКП(б) із кадрів.
У 1946—1950 роках — 1-й секретар Усть-Абаканського районного комітету ВКП(б) Хакаської автономної області.
10 квітня 1948 року Власу Івановичу Колпакову присвоєно звання Героя Соціалістичної Праці із врученням ордена Леніна «за отримання високих урожаїв пшениці, жита та льону-довгунця у 1947 році».
У 1950 — 26 лютого 1952 року — 1-й заступник голови виконавчого комітету Хакаської обласної ради депутатів трудящих.
26 лютого 1952 — січень 1954 року — голова виконавчого комітету Хакаської обласної ради депутатів трудящих.
26 січня 1954 — 18 липня 1959 року — 1-й секретар Хакаського обласного комітету КПРС.
У липні 1959 — жовтні 1961 року — голова виконавчого комітету Хакаської обласної ради депутатів трудящих.
У 1962—1969 роках — голова Хакаської обласної профспілки працівників сільського господарства.
З 1969 року — персональний пенсіонер.
Помер 15 березня 1982 року в Москві. Похований на Кузьминському цвинтарі Москви.

## Нагороди
- Герой Соціалістичної Праці (10.04.1948)
- три ордени Леніна (10.04.1948, 1.06.1949, 11.01.1957)
- орден Трудового Червоного Прапора (19.10.1950)
- медаль «За доблесну працю у Великій Вітчизняній війні 1941—1945 рр.» (1945)
- медаль «За трудову доблесть» (25.12.1959)
- медалі